# Miromesnil (Métro Paris)

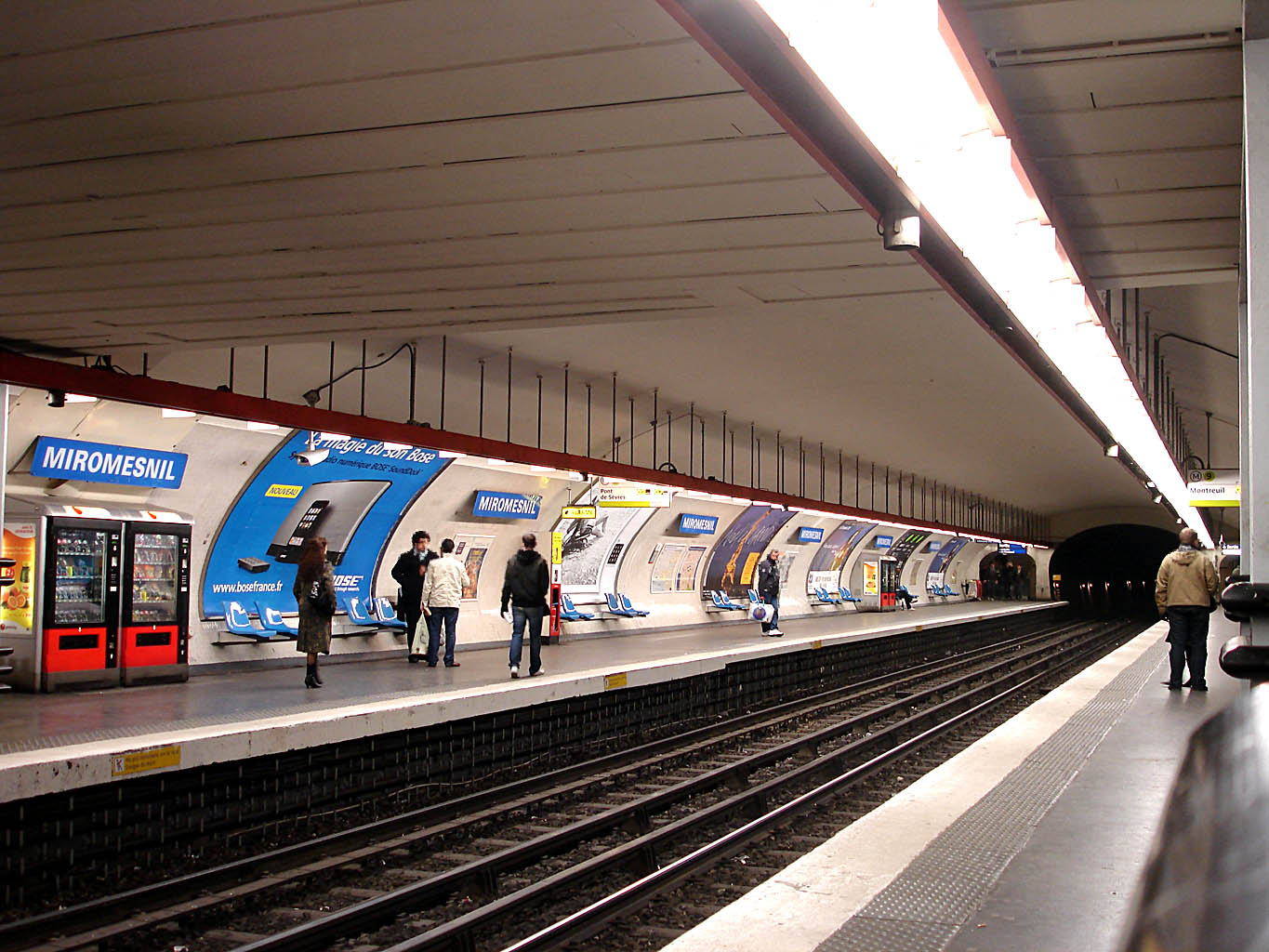
Station der Linie 9, im Vordergrund der rechteckige Abschnitt

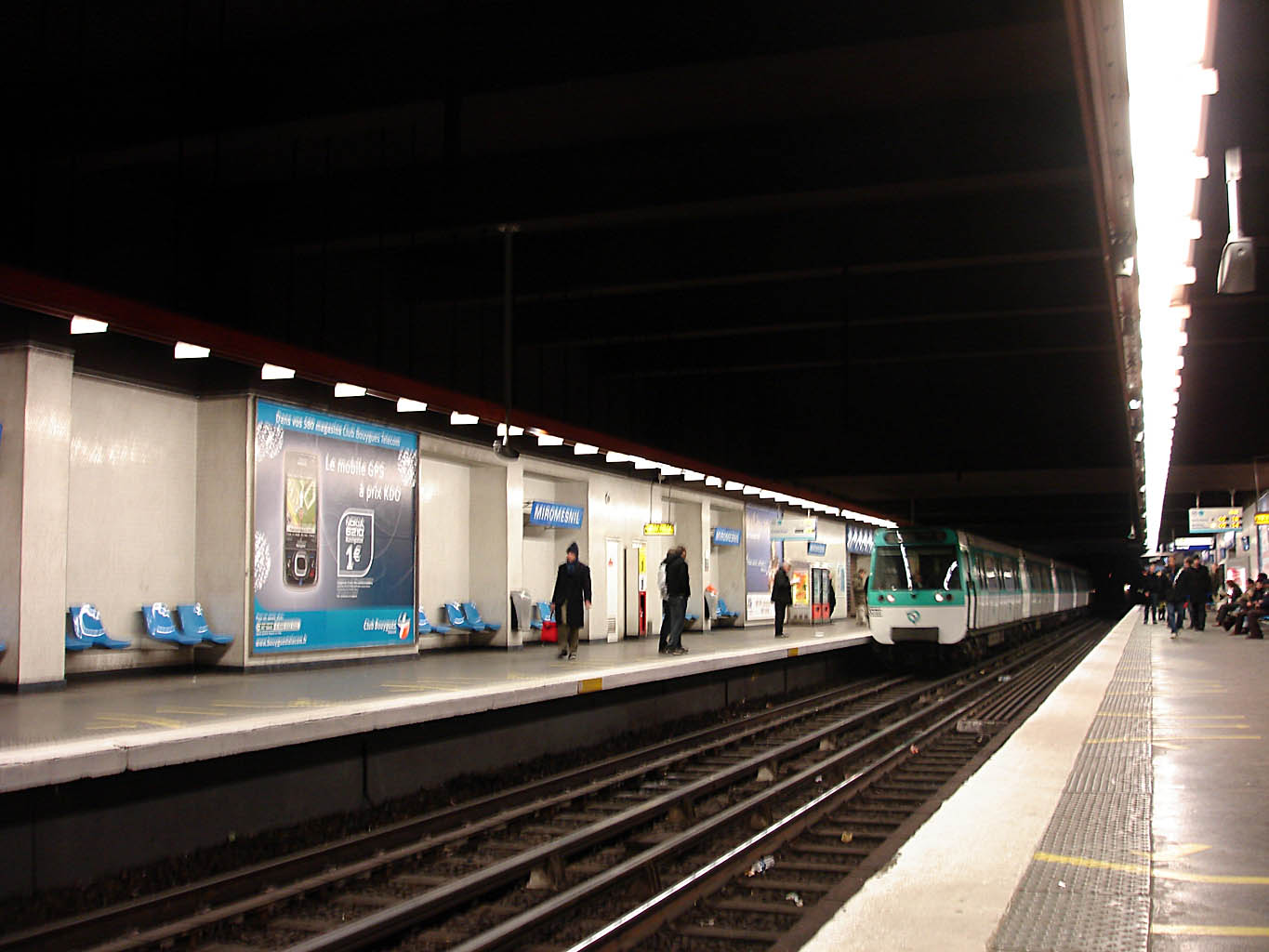
Station der Linie 13 mit Zug der Baureihe MF 77, 2008

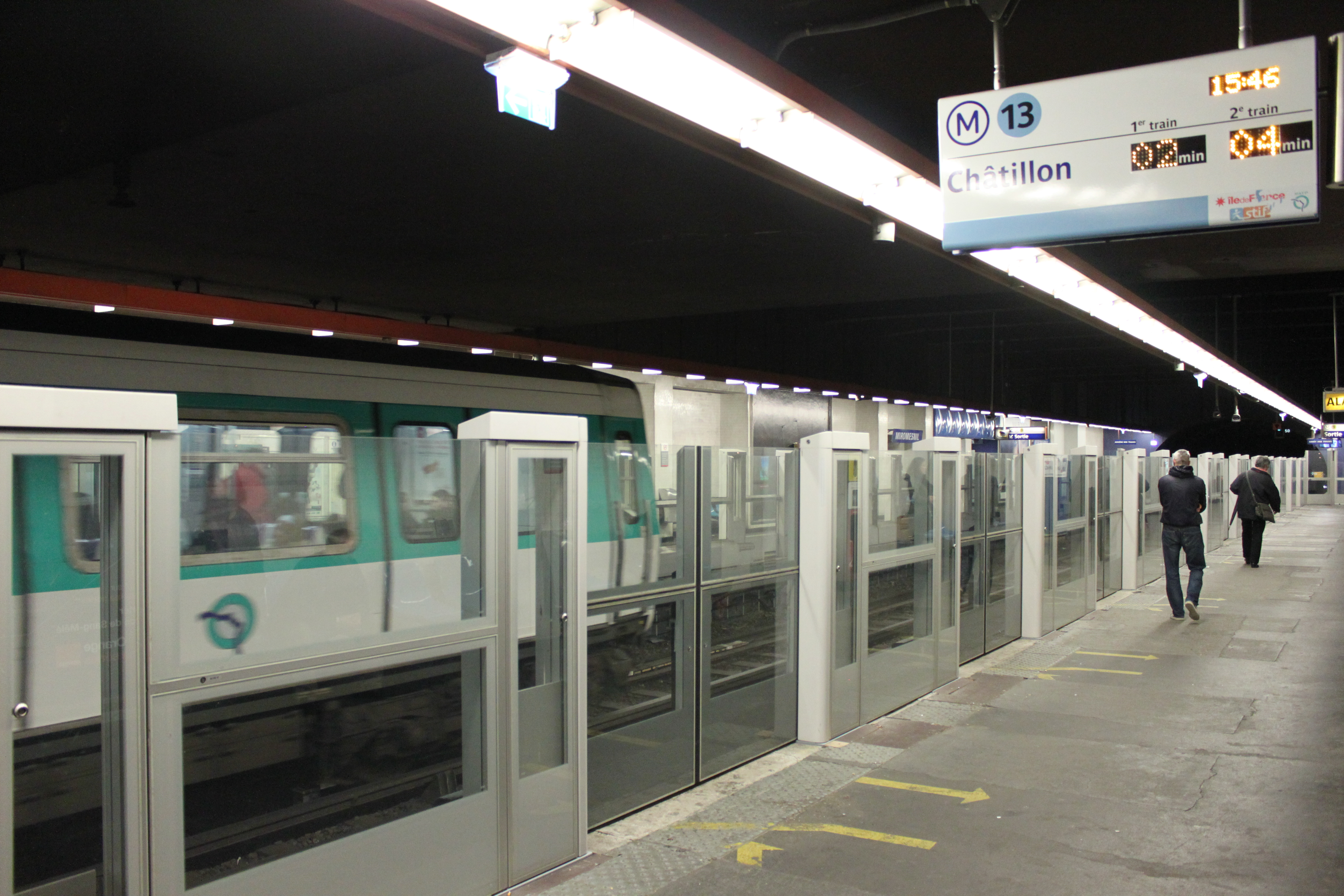
Bahnsteigtüren in der Station der Linie 13, 2010

Miromesnil [miʁomenil] ist ein unterirdischer Umsteigebahnhof der Pariser Métro. Er wird von den Linien 9 und 13 bedient.

## Lage
Der U-Bahnhof befindet sich an der Grenze des Quartier de la Madeleine mit dem Quartier de l’Europe im 8. Arrondissement von Paris. Die Station der Linie 9 liegt längs unterhalb der Rue La Boétie, die der Linie 13 längs unter dem kreuzenden Straßenzug Avenue Percier – Avenue Delcassé.

## Name
Namengebend ist die Rue de Miromesnil, die von der Strecke der Linie 9 an deren östlichem Stationsende gekreuzt wird. Armand Thomas Hue de Miromesnil (1723–1796) war ein französischer Magistrat und Justizminister, der 1774 die „Question préparatoire“, eine Folter zur Erzwingung von Geständnissen, abschaffte.

## Geschichte
Die Station wurde am 27. Mai 1923 in Betrieb genommen, als die Linie 9 von der Station Trocadéro bis zur Station Saint-Augustin verlängert wurde. Die Station der Linie 13 ging am 27. Juni 1973 mit deren Verlängerung von Saint-Lazare her in Betrieb. Bis zum 18. Februar 1975 war Miromesnil vorübergehender Endpunkt dieser Linie.

## Beschreibung

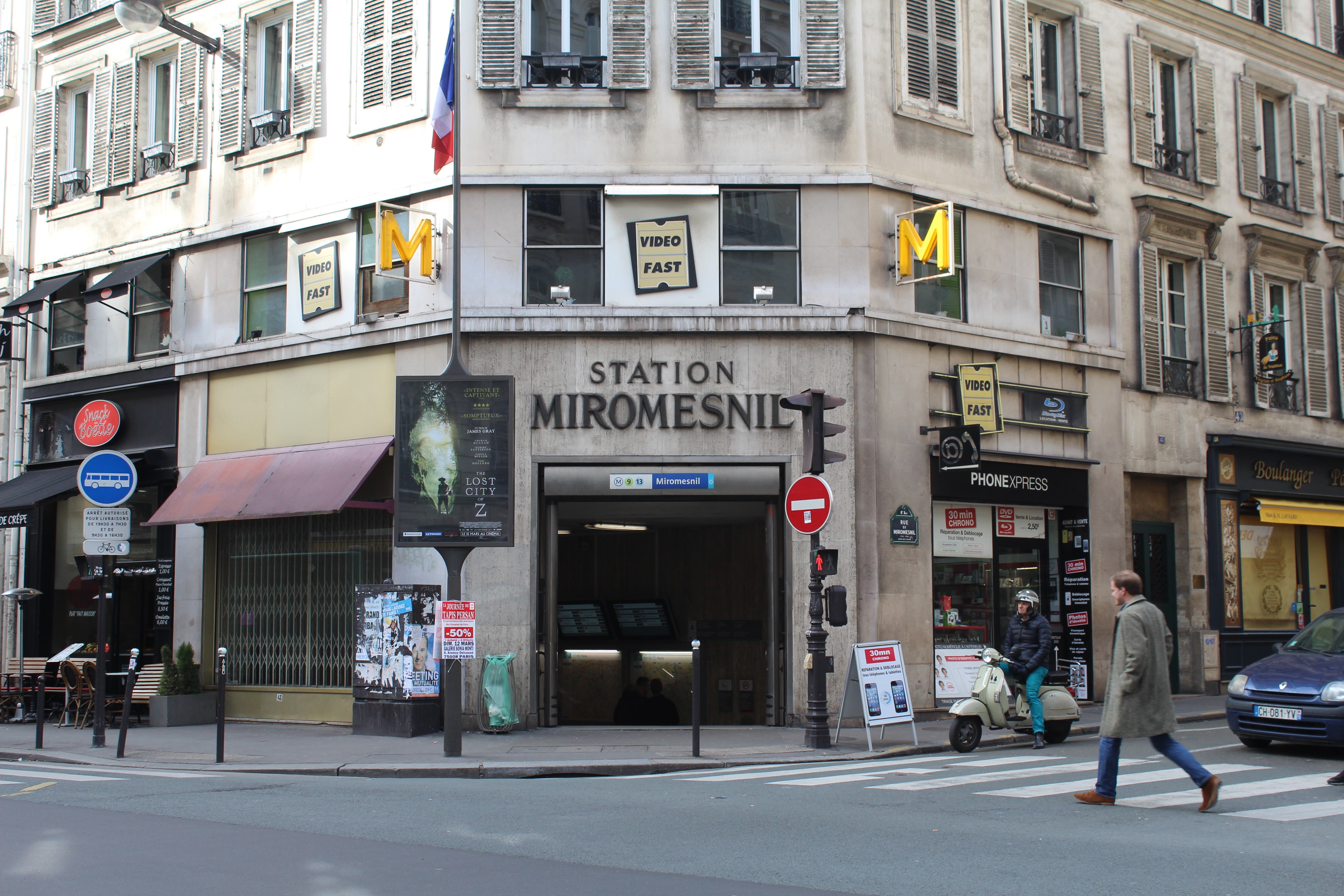
Wohngebäude mit Zugang zur Métro

Beide Stationen weisen zwei Seitenbahnsteige an zwei Streckengleisen auf. Die Station der Linie 9 hat einen ellipsenförmigen Querschnitt, Decke und Wände sind gefliest. An ihrem westlichen Ende entstand 1973 ein rechteckiger Abschnitt, als ein Umsteigeweg zur Linie 13 angelegt wurde. Der Querschnitt deren Station, die nahezu rechtwinklig unter der der Linie 9 liegt, ist rechteckig. Im Sommer 2010 erhielt die Station der Linie 13 Bahnsteigtüren.
Die Station der Linie 9 ist 105 m lang, ausreichend für Sieben-Wagen-Züge. Mit 111 m weist die Station der Linie 13 eine ungewöhnliche Länge auf.
Einer der drei Zugänge liegt in einem Wohngebäude und ist durch zwei gelbe „M“ in einem Rechteck markiert, ein anderer zeigt das „M“ wie üblich auf einem Mast in einem Doppelkreis.

## Fahrzeuge
Beide Linien werden mit konventionellen Fahrzeugen betrieben, die auf Stahlschienen verkehren.
Auf der Linie 9 liefen zunächst Züge der Bauart Sprague-Thomson, die dort ihr letztes Einsatzgebiet hatten. 1983 wurden sie durch solche der Baureihe MF 67 ersetzt. Seit Oktober 2013 kam zunehmend die Baureihe MF 01 zum Einsatz, am 14. Dezember 2016 verkehrte der letzte MF-67-Zug auf der Linie 9.
An der Station der Linie 13 verkehrte anfangs die Baureihe MA, ab 1975 dann die Baureihe MF 67. 1978 erhielt die Linie als erste im Netz die neuen Züge der Baureihe MF 77, die seitdem als einziger Fahrzeugtyp dort verkehrt.

## Umgebung
In der Nähe des U-Bahnhofs Miromesnil befinden sich der Élysée-Palast (Amtssitz des Staatspräsidenten), das Innenministerium und das Kunstmuseum Musée Jacquemart-André.